# Platypeza coeruleoceps
Platypeza coeruleoceps är en tvåvingeart som beskrevs av Matsumura 1931. Platypeza coeruleoceps ingår i släktet Platypeza och familjen svampflugor. Inga underarter finns listade i Catalogue of Life.